# Metacynortoides
Metacynortoides is een geslacht van hooiwagens uit de familie Cosmetidae.
De wetenschappelijke naam Metacynortoides is voor het eerst geldig gepubliceerd door Roewer in 1912. 

## Soorten
Metacynortoides omvat de volgende 5 soorten:
- Metacynortoides bilineatus
- Metacynortoides obscurus
- Metacynortoides romanus
- Metacynortoides scabrosus
- Metacynortoides transversalis